# ミシェル・ヴィエ
ミシェル・ヴィエ（Michel Vié、1929年8月31日 - ）は、フランスの歴史家、日本学者。フランス国立東洋言語文化学院（INALCO）名誉教授。

## 経歴
パリ郊外のロワレ県ジアン生まれ。リセ・ルイ=ル=グラン、パリ大学文学部を経て、国立現代東洋言語学校（École nationale des langues orientales vivantes、現在のフランス国立東洋言語文化学院）卒業。同校ではルネ・シフェール（René Sieffert）と森有正から日本語を学ぶ。
1964年、初めてアジアに渡る。1964年から1967年まで日仏会館レジデント、1967年から1970年まで九州大学外国人助手、1971年から1973年まで香港中文大学客員研究員。ヴィエが執筆した文庫クセジュの1969年の『Histoire du Japon（日本の歴史）』、1971年の『Le Japon contemporain（現代の日本）』は、何世代にもわたって日本学習者の参考書となってきた。同時に、ルネ・シフェールの指導のもと、明治政府の歴史に関する最終論文を執筆した（1971年）。
1973年に東洋言語文化学院の助教授、1979年に教授に就任し、1995年まで日本近代史を教える。1982年から1986年まで京都の関西日仏学館（アンスティチュ・フランセ関西）館長を務め、1989年から1991年まで在日フランス大使館の公使を務める。